# Краузе, Вильям
Вильям Краузе (нем. William Krause; 18 ноября 1875 года, Дрезден — 30 июня 1925 года, там же) — немецкий художник.
С 1893 по 1897 года обучался в Дрезденской академии художеств под руководством художников Карла Банцера и Гайнриха Прелла. В летние месяцы с 1902 по 1912 года проживал в серболужицкой деревне Слепо, где занимался изучением народной культуры серболужичан. Имел собственную мастерскую в этой деревне. Сотрудничал с лютеранским пастором и лужицким этнографом Матеем Гандриком. Написал многочисленные картины, посвящённые этнографической жизни этого славянского народа.
В 1905 году провёл выставку собственных произведений в Гёрлице и в 1914 году — в Дрездене.
В 1906 году вступил в серболужицкую культурно-просветительскую организацию «Матица сербо-лужицкая».
Иллюстрировал следующие книги:
- Der Tiftel-Max und andere Geschichten, 1901
- Die Schildbürger, 1908
- Wunderbare Reisen und Abenteuer des Freiherrn von Münchhausen, 1908

Его произведения демонстрируются в Лужицком музее в Котбусе.
Галерея
- Птичья свадьба, фрагмент (около 1905).
- Птичья свадьба, фрагмент (около 1905).
- Лужицкая девушка (1912).